# 動力水上レジャー機具操縦免許
動力水上レジャー機具操縦免許（どうりょくすいじょうレジャーきぐそうじゅうめんきょ）とは韓国で最高出力5馬力以上で総トン数5トン未満の小型船舶やヨットを操縦する際に必要な免許である。（大韓民国水上レジャー安全法4条）2000年2月9日より操船する際には海洋警察庁長官発行の操縦免許が必要となった。最高出力5馬力以上で総トン数5トン以上25トン未満の船舶については海技士限定免許が必要となる。

## 受験資格
- 満14歳以上の者

## 動力水上レジャー機具操縦免許の区分
- 一般操縦免許 - 水上オートバイを含む最高出力5馬力以上で総トン数5トン未満の小型船舶
  - 第一級操縦免許 - 試験代行機関の試験官、水上レジャー事業者、非営利団体で実施する教育訓練講師などの安全にかかわる専門家が対象
  - 第二級操縦免許 - レジャーを楽しむための免許
- ヨット操縦免許 - ヨットのみを操船するための免許